# Sjusjary

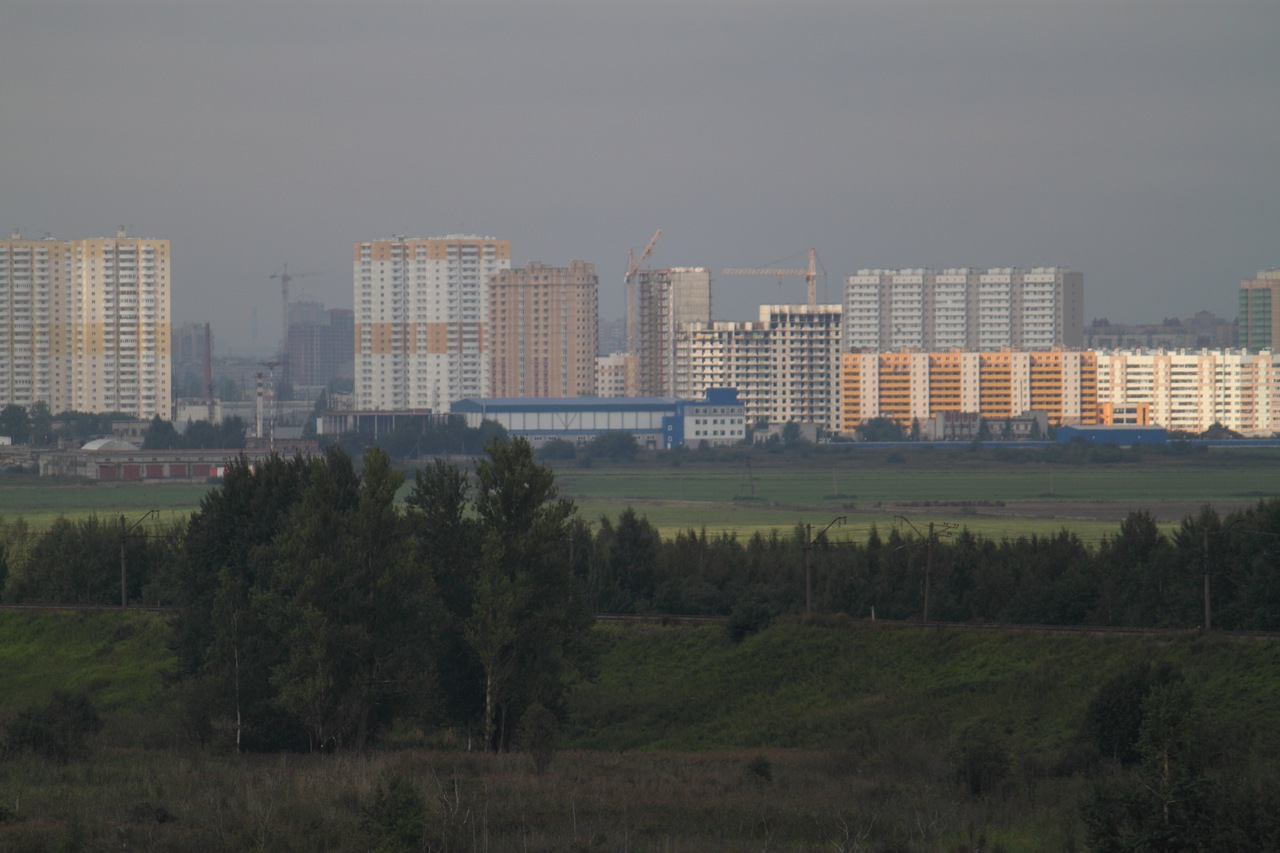
Höghus i Sjusjary.

Sjusjary (ryska: Шуша́ры, finska: Suosaari) är en ort i Sankt Petersburgs federala stadsområde. Folkmängden uppgick till 49 820 invånare i början av 2015.